# Microsoft Flight Simulator 2004: Cien años de aviación
Microsoft Flight Simulator 2004: Cien años de aviación (también conocido como FS9 o FS2004), es la novena versión del simulador de vuelo Microsoft Flight Simulator después de Microsoft Flight Simulator 2002. Esta edición de Microsoft Flight Simulator conmemoraba el primer centenario del primer vuelo de los Hermanos Wright, que acaeció el 17 de diciembre de 1903. Para ello el simulador fue lanzado al mercado incluyendo en tanto que aparatos pilotables para el usuario algunos aviones históricos como por ejemplo el aparato mismo del centenario, el Wright Flyer, pero también el Ford Trimotor y el Douglas DC-3. Microsoft Flight Simulator 2004 incluía un motor mejorado en lo referente al clima. Este motor también permitía a los usuarios el poder representar en su simulación la meteorología en tiempo real descargando la información necesaria correspondiente a partir de las estaciones meteorológicas reales. De este modo, Microsoft Flight Simulator 2004 fue el primer simulador de vuelo para PC en poder mostrar en su simulación un tiempo meteorológico simulado pero sincronizado con el tiempo meteorológico real.

## Juego
El juego, con un valor de 13,77€ (US69,99$), incluye 25 aviones detallados, algunos que hicieron parte de historias como los hermanos wright, 18 aeropuertos detallados, y 24 ciudades altamente detalladas.

## Aeronaves pilotables
- Beechcraft Baron 58
- Beechcraft King Air 350
- Bell 206 b jetranger
- Boeing 737-400
- Boeing 747-400
- Boeing 777-300
- Bombardier Learjet 45
- Cessna 172 sp skyhawk
- Cessna 182 s skylane
- Cessna 208 caravan amphibian  y 208 b grand caravan
- Curtiss JN4 Jenny
- De Havilland DH 88
- Douglas DC-3
- Extra 300
- Ford Trimotor
- Lockheed Vega
- Mooney Bravo
- Piper Cub
- Robinson R22
- Ryan NYP
- Schweizer SGS 2-32
- Vickers F.B27A Vimy
- Wright Flyer

Además de los aviones y escenarios de serie, también pueden encontrarse en diferentes sitios web en internet nuevos aviones pilotables así como nuevos escenarios actualizados.